# 현대이지웰
주식회사 현대이지웰(영어: Hyundai Ezwel)은 서울특별시 서대문구 충정로 23 풍산빌딩에 본사를 둔 선택적 복지몰 기업이다.

## 같이 보기
- 현대백화점그룹

### 내용주
1. ↑  공모가 4,400원에 상장